# Terrorizer
Terrorizer er et musikmagasin, som beskæftiger sig med ekstremmetal. Det udgives af det britiske selskab Dark Arts Ltd. hver fjerde uge sammen med en musik-cd i serien Fear Candy. Visse udgaver beskæftiger sig udelukkende med en bestemt genre, eksempelvis black metal eller progressiv metal, omend bladets indhold normalt er en blanding af diverse genrer indenfor ekstremmetal.
| Anime eller manga | Spire Denne artikel om medie og kommunikation er en spire som bør udbygges. Du er velkommen til at hjælpe Wikipedia ved at udvide den. |

| Musik | Spire Denne musikartikel er en spire som bør udbygges. Du er velkommen til at hjælpe Wikipedia ved at udvide den. |